# Stuck in a Moment You Can’t Get Out Of
Stuck in a Moment You Can’t Get Out Of – ballada rockowa grupy U2, pochodząca z jej wydanego w 2000 roku albumu, All That You Can’t Leave Behind. Została wydana jako singel promujący tę płytę.
Bono śpiewa w tej piosence o swoim przyjacielu Michaelu Hutchence, wokaliście INXS, który popełnił samobójstwo.
Nakręcono dwie wersje teledysków do utworu. Autorem pierwszej był Joseph Kahn, a drugiej Kevin Godley.
W 2002 roku utwór wygrał nagrodę Grammy.

## Lista utworów

### Wersja 1
1. „Stuck in a Moment You Can’t Get Out Of” (wersja albumowa) (4:33)
2. „Big Girls are Best” (3:37)
3. „Beautiful Day” (Agnelli & Nelson Mix) (7:55)

Wydanie australijskie, zawierające „Beautiful Day” (The Perfecto Mix).

### Wersja 2
1. „Stuck in a Moment You Can’t Get Out Of” (wersja albumowa) (4:33)
2. „Beautiful Day” (na żywo z Farmclub.com) (4:48)
3. „Nowy Jork” (na żywo z Farmclub.com) (6:01)

Wydanie australijskie, zawierające „Beautiful Day” (David Holmes Remix).

### Wersja 3
1. „Stuck in a Moment You Can’t Get Out Of” (wersja albumowa) (4:33)
2. „Big Girls Are Best” (3:37)
3. „All I Want Is You” (na żywo z Manray) (5:26)
4. „Even Better Than the Real Thing” (na żywo z Manray) (3:55)

Wydanie dostępne wyłącznie we Francji.

### Wersja 4
1. „Stuck in a Moment You Can’t Get Out Of” (Album Version) (4:33)
2. „Beautiful Day” (na żywo z Farmclub.com) (4:48)
3. „Nowy Jork” (na żywo z Farmclub.com) (6:01)
4. „Big Girls Are Best” (3:37)
5. „Beautiful Day” (Quincey and Sonance Mix) (7:55)

Wydanie dostępne wyłącznie w Japonii.

### Wersja 5
1. „Stuck in a Moment You Can’t Get Out Of” (edycja radiowa) (3:42)
2. „Stuck in a Moment You Can’t Get Out Of” (wersja akustyczna) (3:42)
3. „Stay (Faraway, So Close!)” (na żywo z Toronto) (5:39)
4. „Elevation” (Paul van Dyk Club Remix) (8:54)

Wydanie dostępne wyłącznie w Kanadzie.

## Pozycje na listach
| Rok  | Lista                                      | Pozycja |
| ---- | ------------------------------------------ | ------- |
| 2001 | Irlandia (Irish Singles Chart)             | #1      |
| 2001 | Kanada (Canadian Singles Chart)            | #1      |
| 2001 | Łotwa                                      | #1      |
| 2001 | Wielka Brytania (UK Singles Chart)         | #2      |
| 2001 | Australia (ARIA Charts)                    | #3      |
| 2001 | Stany Zjednoczone (Adult Top 40)           | #9      |
| 2001 | Stany Zjednoczone (Top 40 Mainstream)      | #27     |
| 2001 | Stany Zjednoczone (Top 40 Tracks)          | #27     |
| 2001 | Stany Zjednoczone (Mainstream Rock Tracks) | #35     |
| 2001 | Stany Zjednoczone (Modern Rock Tracks)     | #35     |
| 2001 | Stany Zjednoczone (Billboard Hot 100)      | #52     |